# Lehrsanitäter
Lehrsanitäter sind in Österreich Sanitäter laut Sanitätergesetz, die in der Ausbildung von Rettungs- und Notfallsanitätern eingesetzt werden. Der Lehrsanitäter muss neben einer fachlichen und pädagogischen Eignung folgende Voraussetzungen erfüllen: abgeschlossene Ausbildung zum Sanitäter in der zu unterrichtenden Stufe, eine mindestens zweijährige Praxis im jeweiligen Tätigkeitsbereich und die Absolvierung von 40 Stunden einschlägiger Fortbildung innerhalb von 5 Jahren. Es gibt darüber hinaus keine gesetzlichen Bestimmungen betreffend einer Ausbildung zum Lehrsanitäter. Diese wird von den Rettungsorganisationen unterschiedlich gehandhabt.